# Юлиан (Сас-Куиловский)
Митрополит Юлиан Венеди́ктович Сас-Куиловский (пол. Julian Kuiłowski herbu Sas; 1 мая 1826, село Конюшки-Королевские, королевство Галиции и Лодомерии, Австро-Венгрия (ныне Самборский район, Львовская область, Украина) — 4 мая 1900, Львов) — епископ Украинской грекокатолической церкви, с 30 августа 1899 — Митрополит Галицкий и Архиепископ Львовский — предстоятель Украинской грекокатолической церкви.

## Биография
Происходил из шляхетского рода Куиловских герба Сас. Родился в семье священника села Конюшки-Королевские на Самборщине. Учился на философском факультете Львовского университета. За участие в революционном движении в 1846 году был отчислен из числа студентов.
Участник Весны народов. Был гвардейским сотником в Перемышле. После разгрома революционных отрядов во Львове 1 ноября 1848 года продолжил воевать в венгерской революционной армии в составе польского легиона генерала Юзефа Бема.
Принял участие в битве под Сегедом. После поражения восстания в августе 1849 вместе с отрядами Лайоша Кошута и Юзефа Бема эмигрировал в Сербию, затем Болгарию, и в Турцию.
В 1849 — 1850 годы — капитан турецкой армии. В рядах султанских казаков молодой граф Юлиан Сас-Куиловский получил тяжёлое ранение в одном из боёв: у него на всю жизнь остался страшный шрам на лице. После ранения уехал во Францию.
С 1850 года жил в Париже, где в 1854 году окончил в богословскую семинарию St. Sulpice.
Рукоположён в иереи в Риме 1 апреля 1854 года.
В 1856 года оставил Париж и в течение года исполнял служил пастырем на острове Kорфу. После амнистии вернулся в Галицию в Перемышль в 1857 году. В 1859 получил греко-католический приход в с. Русское Село той же епархии. Потом был клирошанином, главным помощником епископа кафедрального перемышльского храма.
В течение 1876—1881 — администратор, a в 1881—1882 — декан греко-католической церкви в с. Бирча. В 1878 возведён Папой Львом ХІІІ в звание тайного папского камергера.
В 1882 году — каноник греко-католической капитулы в Перемышле. С 1883—1884 — ректор грекокатолической духовной семинарии в Перемышле. 26 июня 1890 назначен епископом-суффраганом (помощником) Перемышльским и титулярным епископом Hephaestus.
С 3 августа 1891 года — епископ станиславовской епархии.
16 (28) декабря 1898 года стал митрополитом Галицким, Архиепископом Львовским и Епископом Каменецким в Украинской грекокатолической церкви.
Умер 4 мая 1900 года во Львове и похоронен на Лычаковском кладбище.